# بس-سور-لو-رو
بَس-سور-لُ-رُو (به فرانسوی: Basse-sur-le-Rupt) یک کمون در ووژ (فرانسه) واقع شده‌است. بَس-سور-لُ-رُو ۱۳٫۷۳ کیلومتر مربع مساحت دارد.